# Nagaon
Nagaon, anciennement Khagarijaan, est la capitale du district du même nom dans l’État d’Assam en Inde. 

## Géographie
Située dans la plaine du Brahmapoutre, elle se trouve à côté de la rivière Kolong.  Nagaon est le point de jonction de deux routes nationales indiennes, la NH 36 et la NH 37. La ville se situe à 25 kilomètres au sud du Laokhowa Wildlife Sanctuary.

## Histoire
À Nagaon se trouve la plus ancienne école d’Assam fondée par des Européens, la Mission High School. Elle a été créée par le missionnaire chrétien Miles Bronson vers 1846. Plusieurs écoles chrétiennes ont également été créées, la Christ Jyoti School, St Ignatius Loyola School et la Little Flower School. 
Chaque année en août-septembre, dans le stade Nurul Amin, a lieu le tournoi de football de la coupe du Jour de l’indépendance pour lesquelles la plupart des équipes de renommée nationale participe.